# Orion AR 602

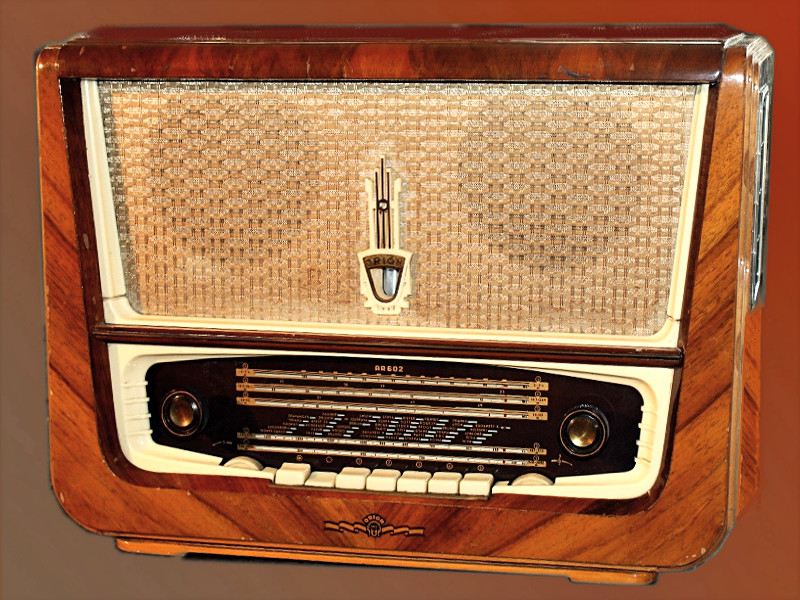

A Magyar Rádió kísérleti URH sávú adásai 1956-ban kezdődtek meg a 100 MHz-es sávban, amikor Budapesten, a volt Hargita szállóban üzembe helyeztek egy 1 kW-os URH-FM adót és 89,2 MHz-en, 18-22 óra között minden nap kísérleti műsort sugároztak. Az adó mellett elhelyezett magnetofonról játszották adásba a zenei és az irodalmi műsorszámokat. Ebben az évben Pécsen a Misina-tető kilátóján is felállítanak egy 30 W-os URH-FM adót, amely 88,6 MHz-en sugárzott kísérleti műsort. A rendszeres, de még kísérleti stádiumban lévő adások 1960-ban kezdődtek meg szovjet gyártmányú adóberendezésekkel, immáron a Szovjetunió által előírt 70 MHz-es frekvenciasávban egyidőben Budapestről és Pécsről is.
Az első URH sáv vételére is alkalmas rádiókészüléket az Orion már 1956-ban megalkotta. Ez volt az AR 602, ami 2450 forintért került a boltokba. Ez meglehetősen magas ár volt. Ekkor még értelemszerűen a 100 MHz-es ("nyugati") sáv vételére alkalmas változat volt forgalomban (a "keleti", 70 MHz-es sáv még nem létezett), így a készülékeket később át kellett hangoltatni, hogy képes legyen a hazai URH-adás vételére. Később, a rendszeres adások indulásával a típust forgalomba hozták 70 MHz-es sáv vételére alkalmas változatban is (a 100 MHz-es sávot elhagyva, tehát nem kétnormásként).
A készülék kávája fából készült, 3+2 csöves rádióvevő volt, 4 AM és egy FM hullámsávval (hosszúhullám, középhullám, 2 rövidhullámú sáv, és az ultrarövidhullám). A készüléket két 160 mm átmérőjű hangszóróval látták el, amik kissé ferdén, kétoldalt voltak elhelyezve ezáltal némi térhatást keltve – bár akkoriban sztereó adások még nem voltak.
A rádió rövidhullámon alkalmas volt a Szabad Európa, a BBC, az Amerika hangja rádióállomások vételére, aminek az 1956-os forradalom idején, majd a későbbiekben is nagy jelentősége volt.